# Абдул Маджід Мірза
Абдул Маджід Мірза Ейн-ед-Даулех (1845–1927) — перський каджарський принц, державний та політичний діяч, двічі очолював уряд країни. Був онуком Фатх-Алі Шах Каджара.